# Valerio Morigi
Valerio Morigi (Roma, 22 aprile 1979) è un attore italiano.

## Biografia
Valerio Morigi, produttore e insegnante, attivo tra teatro, cinema e televisione, è co-fondatore e amministratore di Mob Studios, direttore e fondatore di ActorsGym, e collabora da anni con l’Accademia Internazionale di Teatro, con cui condivide un percorso artistico e formativo consolidato,  nasce a Roma e si laurea in Giurisprudenza presso l'Università degli Studi Roma Tre. Dopo il diploma in recitazione presso l'Accademia Internazionale di Teatro (ex Circo a Vapore), fonda insieme ad alcuni compagni la compagnia teatrale Instabili viaggianti, con cui scrive, dirige, produce e interpreta diversi spettacoli destinati alla circuitazione festivaliera. Con questi lavori ottiene numerosi riconoscimenti, distinguendosi fin da subito per una visione teatrale autonoma e coraggiosa.
Nel 2010 incontra la donna della sua vita, Sara Cimadamore, con cui costruisce una relazione profonda e duratura. Dal loro legame nascono tre figli: Pietro (2012), Aurora (2015) e Sole (2020). Si sposano nel 2014 a Torre di Palme, nelle Marche, terra d'origine di Sara. Il loro rapporto familiare è un pilastro fondamentale della sua vita, fonte di equilibrio e ispirazione.

## Carriera

### Cinema
- R.I.P., regia di Alessandro D’Ambrosi e Santa De Santis (2025)
- Diamanti, regia di Ferzan Özpetek (2024) – Nastro d'argento al film dell'anno e David dello spettatore nel 2025
- Medley, regia di De Santis & D’Ambrosi – ruolo: lead (2024, 81ª Mostra Internazionale d’Arte Cinematografica)
- Ghiaccio, regia di Alessio De Leonardis e Fabrizio Moro (2022)
- Caramelle alla menta, regia di Linda Fratini (2019)
- Miracles, regia di Rodrigo Cerqueira (2018)
- Safrom, regia di Nicola Barnaba (2015)
- Presto farà giorno, regia di Giuseppe Ferlito (2014)
- Halina, regia di Francesco Ricci Lotteringi – cortometraggio (2013)
- Tudiska, regia di Luigi Parisi (2012)
- The Museum of Wonders, regia di Domiziano Cristopharo (2010)
- Meno male che ci sei, regia di Luis Prieto (2009)
- 1 a 0 per me, regia di Guido Colla – cortometraggio (2009)
- Le ombre rosse, regia di Citto Maselli (2009)
- Anni: 30, regia di Luciano Melchionna – cortometraggio (2008)

### Televisione
- Erica, regia di Ciro D'Emilio – serie Mediaset (2025)
- Rio Connection, regia di Mauro Lima – Sony Pictures (2023)
- Unsere wunderbaren Jahre 2 – serie Netflix (2023)
- Tutta colpa di Freud, regia di Rolando Ravello – serie Amazon Prime Video (2021)
- Barbari, regia di Barbara Eder e Steve Saint Ledger – serie Netflix (2020)
- Il peccato e la vergogna – episodi 2x01–2x03 (2014)
- Il restauratore – episodio 2x01 (2014)
- Don Matteo – episodio 9x07 (2014)
- I Borgia – 4 episodi (2014)
- Baciamo le mani – Palermo New York 1958 – 8 episodi (2013)
- L'onore e il rispetto – 26 episodi (2012, 2015, 2017)
- Fratelli Benvenuti – 4 episodi (2010)
- David Copperfield, regia di Ambrogio Lo Giudice – miniserie (2009)
- Romanzo criminale – La serie – episodio 1x01 (2008)
- La stella della porta accanto – miniserie (2008)
- R.I.S. 3 – Delitti imperfetti – episodio 3x15 (2007)
- Gente di mare – episodi 2x05, 2x07 (2007)
- Donna detective – episodio 1x05 (2007)
- Butta la luna 2 – 8 episodi (2009)

### Spot pubblicitari
- Abarth (2024–2025), regia di Ago Panini
- Santarosa (2019–2021), regia di Emanuele Crialese
- Porsche (2017, Testimonial), regia di Nacho Gayan
- Amadori (2010–2012, Testimonial con Teresa Mannino), regia di Luca Lucini
- 3 Telefonia (2009, Testimonial con Claudia Gerini), regia di Giovanni Veronesi
- Anna Magazine (2006), regia di Paula Avetti

### Web serie
- 118 (2011), regia di Dominick Tambasco
- The Master Carmelo (2012), regia di Valerio Morigi

### Teatro (selezione, ordine cronologico)
- Segni (2002), regia di Valerio Morigi e Sabrina Gilio
- Trick Trap (2003–2004), regia di Sabrina Gilio
- Follear (2005–2006), regia di Valerio Morigi
- Novembre (2006), regia di Ennio Coltorti
- A prescindere dall’Otello (2007–2010), regia di Valerio Morigi
- La partitella (2007–2008), regia di Ennio Coltorti
- Brokeback Mountain (2008), regia di Luciano Melchionna
- Bravi ragazzi (2009–2012), regia di Angelo Longoni
- Boule de Suif (2010), regia di Giancarlo Sepe
- Stupor Mundi (2010), regia di Vittorio Chia
- Kaput mundi (2012), regia di Angelo Longoni
- Dignità autonome di prostituzione (2007–2014), regia di Luciano Melchionna
- Buk – Lo zoo di Bukowski (2017), regia di Angelo Longoni

## Formazione e produzione
Nel 2015 fonda insieme ad Angelo Longoni Action Pro, progetto didattico e produttivo per attori professionisti. Da questa esperienza nasce nel 2020 ActorsGym, scuola di alta formazione attoriale che dirige insieme a sua sorella Silvia Morigi.
Nel 2017 fonda, insieme a suo fratello Fabrizio, Mob Studios, centro di produzione e sperimentazione artistica situato nel quartiere Ostiense di Roma. Mob Studios e ActorsGym rappresentano oggi un ecosistema culturale dinamico, in cui formazione, creazione e professione si fondono in modo sinergico.

## Collaborazione con l’AIT
Il legame con l’Accademia Internazionale di Teatro è di lunga data, e negli anni ha coinvolto anche Mob Studios e ActorsGym in un dialogo didattico e creativo sempre più integrato, dando vita a un polo formativo innovativo nel panorama romano.

## Lingue
Oltre all’italiano, recita fluentemente in inglese, tedesco (Unsere wunderbaren Jahre 2), latino (Barbari) e portoghese (Rio Connection).